# IERS-referentiemeridiaan
De IERS-referentiemeridiaan, ook wel de internationale referentiemeridiaan genoemd, is een meridiaan die internationaal als nulmeridiaan wordt gehanteerd bij de cartografie, het gps-systeem en andere wereldomvattende stelsels. Zij wordt onderhouden door de International Earth Rotation and Reference Systems Service.
De IERS-referentiemeridiaan was in wezen bedoeld gelijk te lopen met de meridiaan van Greenwich, maar wijkt daar door een meetfout en in mindere mate platentektoniek toch 5,31 boogseconden van af, wat overeenkomt met een kleine 102 meter.

## Nulmeridiaan
Een meridiaan is een denkbeeldige lijn over het aardoppervlak, haaks op de evenaar, van pool naar pool. Rond haar omtrek, bijvoorbeeld de evenaar, is de aarde verdeeld in 360 graden, die vanaf een nulmeridiaan worden uitgemeten. Zij worden aangeduid in graden (van 0 tot 180) oosterlengte, respectievelijk westerlengte. Een graad (°) kan verdeeld worden in 60 minuten (') en een minuut in 60 seconden ("). Samen met de positie in graden ten opzichte van de evenaar (de breedte) en eventueel de hoogte kan elke plek op aarde eenduidig worden aangegeven.
Er zijn oneindig veel meridianen mogelijk, maar slechts eentje daarvan is de nullijn. De locatie van de evenaar wordt bepaald door de as van de aarde. De keuze voor een nulmeridiaan echter, is een geografisch willekeurige. In de loop der tijd zijn er, vaak om economische of politieke redenen, vele van deze nullijnen in gebruik geweest. De oorsprong van het Europese begrip ten aanzien van deze kwestie ligt in de wetenschap ten tijde van de Hellenistische periode in Griekenland, maar het zou nog tot de tijd van de Grieks-Romeinse astronoom, wiskundige en geograaf Claudius Ptolemaeus (ca. 90-168) duren voordat het hanteren van een specifieke nulmeridiaan bij cartografie en navigatie algemeen gebruik was.

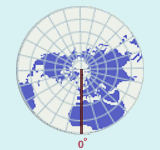
Een nullijn met nog 23 meridianen

## Een model van de aarde

Een meetkundig model

Groeiende inzichten binnen de aardwetenschappen leidden tijdens de twintigste eeuw tot een steeds nauwkeuriger model van de aarde, hoewel zij door haar vorm wiskundig nauwelijks uit te drukken is. Voor metingen op het land werden in eerste instantie nog nationale exemplaren gehanteerd. Ontwikkelingen in lucht- en ruimtevaart, maar ook bijvoorbeeld inzichten in de platentektoniek, maakten een wereldstandaard wenselijk. Vanaf de jaren 50 hebben diverse instanties bijgedragen aan het formuleren van een universeel model van de planeet, ofwel een referentie-ellipsoïde. Met de komst van satellieten kon voor zo'n ellipsoïde voor het eerst het massacentrum van de planeet als oorsprong (meetkundig nulpunt) genomen worden, in tegenstelling tot een plaats op het oppervlak.

## Totstandkoming
Een op basis van zo'n model ontwikkeld stelsel van coördinaten, nulmeridiaan en andere referentiepunten wordt een geodetisch coördinatensysteem genoemd. Een van de eerste was het "North American Datum" van 1927 (NAD 27), in Europa werd in 1950 het "European Datum" (ED50) geïntroduceerd en DARPA van het Amerikaanse Ministerie van Defensie formuleerde onder meer WGS 60, WGS 66 en het thans internationaal veel gebruikte WGS 84, dat in 2021 voor het laatst bijgesteld is (WGS84-G2139) aan het nauwkeurige wetenschappelijke en officieel door de VN aanbevolen coördinatensysteem is ITRS.
De internationale referentiemeridiaan kwam in 1969 tot stand met behulp van het eerste satellietnavigatiesysteem (TRANSIT), waarvan het grondstation zich in Maryland (VS) bevond. De positie van het grondstation  was geijkt aan het NAD 27 en daarmee was ook de afstand naar Greenwich bekend. Nadat op basis van de satellietwaarnemingen een  geodetisch datum was geformuleerd, waarin de meridiaan van Greenwich als referentiemeridiaan was opgenomen, werd ook in die plaats een grondstation in gebruik genomen. Bij controlemetingen bleek de nieuwe referentiemeridiaan zo'n 5,31 boogseconden te veel naar het oosten te liggen, hetgeen zich op de breedtegraad van Greenwich liet vertalen als een verschil van 102,478 meter. Dat werd achteraf verklaard doordat NAD 27 onder meer aan Greenwich was geijkt door middel van tijdsignalen over de eerste Trans-Atlantische telegraafkabel in 1866. De vertragingen waaraan dat soort signalen onderhevig zijn, leken verkeerd te zijn geïnterpreteerd. Wetenschappers hebben indertijd geen speciaal belang aan de afwijking gehecht, mede omdat de internationale meridiaan niet met het oppervlak van de planeet is verbonden en dus ook niet met een specifieke plaats. De tektonische plaat waarop Greenwich ligt, heeft zich sinds de totstandkoming jaarlijks met 2,5 cm in noordoostelijke richting bewogen, waarmee het verschil dus kleiner is geworden. In augustus 2015 werd bekend, dat het kwikbed dat in Greenwich werd gebruikt om de meridiaankijker exact verticaal op te stellen, geen rekening kan houden met lokale afwijkingen aan het zwaartekrachtveld van de Aarde.
In 1983 accepteerde de Internationale Hydrografische Organisatie deze referentielijn als haar standaard en in 1989 deed de Internationale Burgerluchtvaartorganisatie hetzelfde. Daarna volgen meer en meer instellingen, zodat zij thans de meest erkende internationale referentiemeridiaan is.

## ITRS
Een op een iets ander basismodel gefundeerd referentiestelsel is het ITRS. Het daarvan afgeleide "International Terrestrial Reference Frame", of ITRF, wordt door haar moederorganisatie elke paar jaar bijgesteld. Die overkoepelende instantie, de IERS, is ook verantwoordelijk voor de uit WGS 84 ontstane internationale referentiemeridiaan. Het zijn geen onderling strijdige systemen: ze verschillen op het aardoppervlak op zijn hoogst een paar centimeter en worden simpelweg door verschillende organisaties gebruikt. ITRS is het meest fundamentele systeem: WGS wordt er periodiek aan geijkt.
Diverse landen en/of continenten hanteren daarnaast een eigen, aan een plaatselijke referentiepunten gekoppeld, geodetisch datum. Ten gevolge van de platentektoniek kan dat punt tot een paar centimeter per jaar verschuiven. Gaandeweg wordt het verschil met het wereldwijde ITRS daardoor groter. Hier moet in de  parameters van de omrekening (coördinatentransformatie) rekening mee gehouden worden.

## Wikipedia
De in Wikipedia-artikelen soms vermelde coördinaten komen tot stand op basis van WGS 84, en daardoor voor wat betreft de lengtegraad op de IERS-nulmeridiaan.